# Nacaeus inkae
Nacaeus inkae är en skalbaggsart som beskrevs av Ulrich Irmler 2003. Nacaeus inkae ingår i släktet Nacaeus och familjen kortvingar. Inga underarter finns listade i Catalogue of Life.